# Czeczeńska legenda o wilczycy

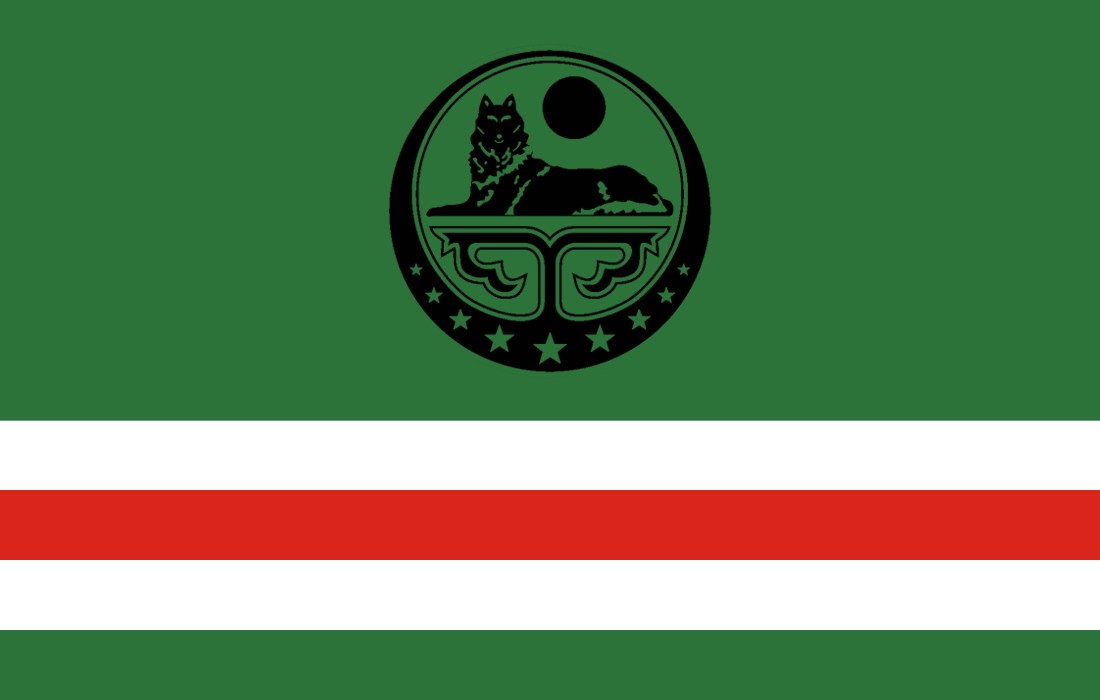
Flaga niepodległej Czeczenii (Iczkerii) z godłem wilka

Czeczeńska legenda o wilczycy – legenda o wilku, najważniejszym symbolu narodowym narodu czeczeńskiego.

## Znaczenie legendarnego wilka
Postać wilka umieszczono w herbie nieuznawanej na arenie międzynarodowej Czeczeńskiej Republiki Iczkerii. Nawiązuje ona do czeczeńskiej legendy o wilczycy. Wilk (wilczyca) znajduje się w herbie w pozycji półleżącej, w godle występuje także księżyc. Wilka umieszczono na narodowym ornamencie, przechodzącym w koło w stylu muzułmańskiego półksiężyca. Natomiast czeczeński hymn zaczyna się od słów: „Narodziliśmy się tej nocy gdy szczeniła się wilczyca”. Symbolem Czeczenii i Czeczenów jest wilk, a właściwie wilczyca. Te zwierzęta uważają oni bowiem za dumne, wolne i najodważniejsze, gotowe rzucić się nawet na znacznie większego przeciwnika.

## Treść legendy
Kiedy Bóg ukończył tworzenie świata, dostrzegł, że nie wszystko idzie zgodnie z jego planami. Szczególnie zawiódł się na ludziach, którzy nie postępowali tak, jak tego oczekiwał. Łamali ustalone przez niego zasady i nie wykazywali poprawy. Rozzłoszczony postanowił więc zniszczyć to, co stworzył. W tym celu zesłał na Ziemię potężną wichurę, aby zmiotła wszystko z jej powierzchni. Wszystkie żywe stworzenia w wielkim popłochu opuszczały swoje siedziby i tratując słabszych próbowały ratować się ucieczką. Sytuacja wyglądała jednak na beznadziejną. Ludzie i zwierzęta ginęli, nie było bowiem gdzie uciekać i gdzie schronić się przed niszczącym huraganem. Spośród żywych stworzeń jedynie szara wilczyca nie uciekała, lecz przeciwstawiała się wichurze próbując własnym ciałem ochronić swoje szczenięta. Bóg spostrzegłszy, że ktoś mu się opiera, nakazał wiatrowi jeszcze silniej wiać. Wilczyca jednak nie poddawała się i jeszcze mocniej zapierając się pazurami przeciwstawiała się huraganowi. Jej przykład podziałał mobilizująco na ludzi i inne zwierzęta, które przystawały i również podejmowały zmagania z wiatrem. Stwórca zobaczywszy taką determinację zrozumiał, że dopóki będzie istniał choć jeden dumny i niezależny wilk, nie uda mu się zniszczyć Ziemi. Doceniwszy odwagę wilka („To stworzenie warte jest ocalenia i szacunku”), Bóg uciszył żywioł.